# Volvo S70

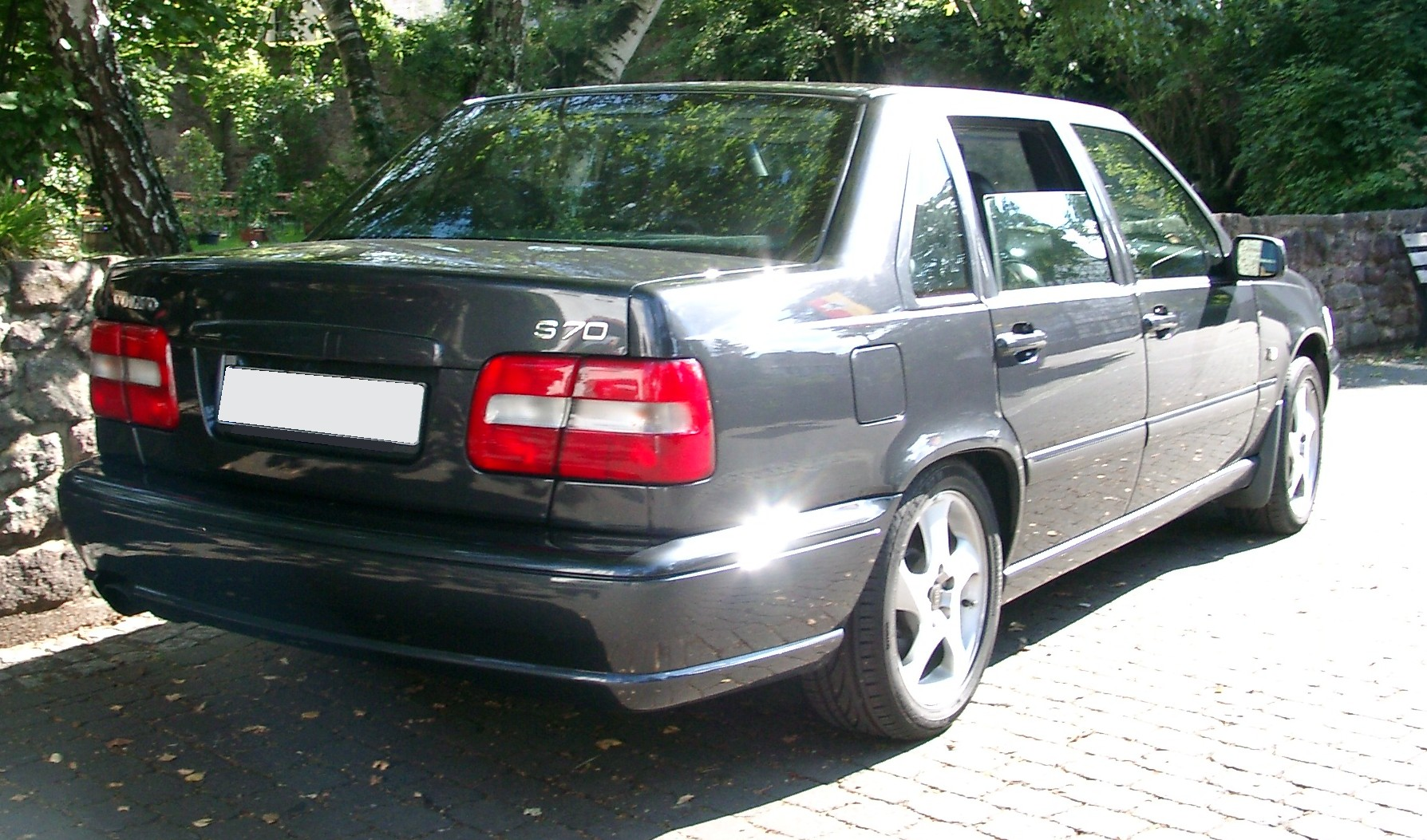
Heck des S70

Der Volvo S70 ist eine PKW-Limousine der Mittelklasse von Volvo. Sie wurde Ende 1996 als überarbeitete Version der sehr bewährten Volvo 850 Limousine auf den Markt gebracht und bis 2000 gebaut. Die häufiger gebaute Kombi-Version hieß Volvo V70. Die Modelle verfügten alle über Fünfzylindermotoren und gelten als robust und langlebig.

## Übersicht
„Das Auto fühlt sich jetzt vollständiger an. Wir wollten ein Design schaffen, das kraftvoller und dynamischer wirkt, ein Auto, das das Verlangen ausstrahlt, sich vorwärtszubewegen.“

Vom Volvo 850 unterschied sich der S70 durch lackierte Stoßleisten und Türgriffe, neu gestaltete Schürzen, verchromte Auspuffrohre sowie weiße Blinkergläser am Heck und einen überarbeiteten, gediegeneren Innenraum. Insgesamt gab es laut Volvo über 1800 Änderungen, die das Modell auf den aktuellen Stand der Technik bringen sollten. Hinsichtlich des Motorenangebots gab es zunächst keine wesentlichen Veränderungen. Der Umfang der Serienausstattung wurde gegenüber dem Volvo 850 verbessert, vier Airbags, ABS, elektrische Fensterheber und Zentralverriegelung waren immer vorhanden.
Für das Modelljahr 1999 erfolgte eine weitere Überarbeitung. Neben behutsamen optischen Veränderungen – so war das Volvo-Logo nun blau statt schwarz hinterlegt – wurde die Technik weiter modernisiert. Die Seitenairbags wurden vergrößert, die Motorenpalette durch Einführung einer elektrischen Drosselklappe auf den aktuellen Stand gebracht und die Automatikgetriebe mit adaptiver Schaltlogik ausgestattet. Im letzten Baujahr wurde für Fahrzeuge ohne Turbomotor ein 5-Stufen-Automatikgetriebe eingeführt, welches das bisherige 4-Stufen-Automatikgetriebe ersetzte.
Insgesamt wurden 242.916 Fahrzeuge vom Model S70 produziert.
Im November 2000 wurde die Produktion des Volvo S70 beendet und der Volvo S60 als Nachfolger eingeführt.

## Modelle

### S70 R

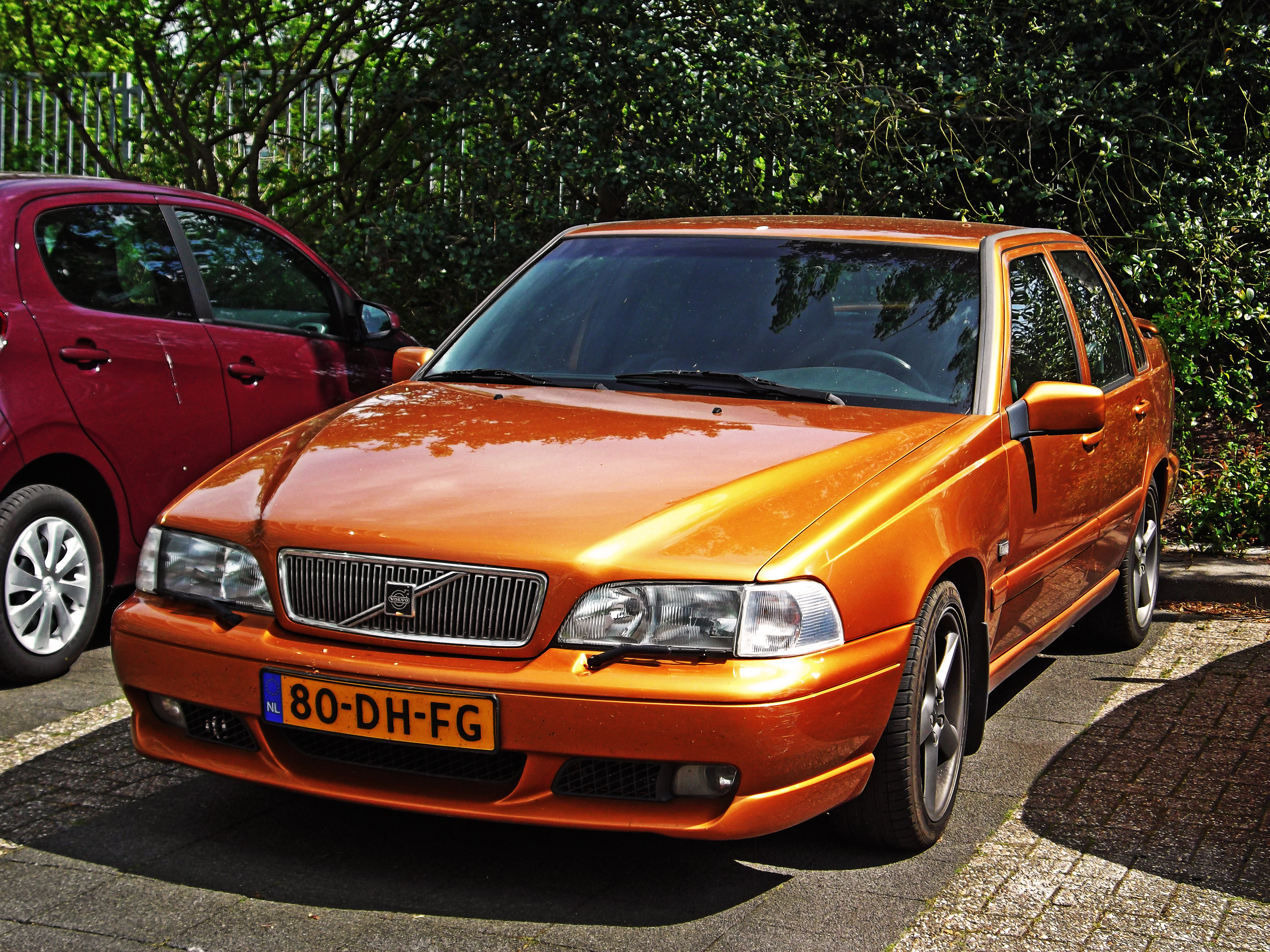
Volvo S70 R

Der S70 R war die Limousinenversion des V70 R. Sie war ausschließlich im Modelljahr 1998 erhältlich und nur mit Frontantrieb. Das Modell verfügte über verbesserte Fahrwerksteile, einschließlich härterer Federung und größere Bremsen. Als der S70R vorgestellt wurde, kam auch eine neue, exklusivere Farbe, die in Schweden im Volksmund „Volvos Safrangelb“ genannt wurde. Der S70 R ist heute ein begehrtes Sammlerstück unter Volvo-Enthusiasten und ist bekannt für seine sportliche Leistung und Handhabbarkeit und ist mit 250 PS das stärkste Modell seiner Reihe.

### S70 AWD
Von Frühjahr 1997 bis Herbst 2000 gab es eine Allrad getriebene Version des S70, welche als S70 AWD verkauft wurde. Kunden hatten die Wahl zwischen einem 5-Gang-Schalt- und einen 4-Stufen-Automatikgetriebe, als Motor wurde ein 2,4L-Benziner und ein 2,4L-Turbobenziner angeboten. Gegenüber den Vorderradantrieb-Modellen wurde die Bodenfreiheit geringfügig erhöht.

## S70 als Youngtimer
Durch die hohe Laufleistung sind die Fahrzeuge vereinzelt noch im Straßenverkehr zu sehen und haben eine gewisse Bedeutung als Youngtimer erhalten. Das kantige Erscheinungsbild (Boxyness), zusammen mit dem Qualitätsimage, hat die Sympathiewerte von Volvo weiter gestärkt. Nach mehr als zwei Jahrzehnten sind die meisten Fahrzeuge rostfrei und wartungsarm. Häufige Schwachstellen sind ausgeschlagene Spurstangenköpfe, Traggelenke und verschlissene Lenkgetriebe, wie auch die Koppelstangen sind sporadisch zu erneuern. Das Lösen des Vinyls auf den Türeninnenseiten tritt nach meist mehr als einem Jahrzehnt langsam auf und ist schwierig zu restaurieren. Die Wasserpumpe sollte alle 100.000 km gewechselt werden, was sinnvollerweise mit dem vorgeschriebenen Wechsel des Steuerriemens einhergeht.
Der Mechaniker Sefik Seker in Melle-Buer gilt als überregionaler Spezialist für Volvo S70 sowie V70 und die Modelle des fast baugleichen Vorgängers dem Volvo 850. Er gibt auf seinem YouTube-Kanal differenzierte Einblicke zur Werterhaltung und zum Upcycling von Fahrzeugkomponenten, was eine besondere Relevanz bei nicht mehr im Handel erhältlichen Ersatzteilen hat.

## Motorenübersicht
- 2.0, 1984 cm³ Hubraum und 93 kW (126 PS), 11/1996–11/2000
- 2.0*, 1984 cm³ Hubraum und 105 kW (143 PS), 11/1996–11/2000
- 2.0*, Turbo mit 1984 cm³ Hubraum und 120 kW (163 PS), 11/1996–11/2000
- 2.0*, Turbo mit 1984 cm³ Hubraum und 132 kW (180 PS), 11/1996–11/2000
- 2.0 T*, Turbo mit 1984 cm³ Hubraum und 155 kW (211 PS), 11/1996–11/2000
- 2.0 T*, Turbo mit 1984 cm³ Hubraum und 166 kW (226 PS), 11/1996–11/2000
- 2.3 T5, Turbo mit 2319 cm³ Hubraum und 176 kW (240 PS), 11/1996–11/2000
- 2.3 R, Turbo mit 2319 cm³ Hubraum und 184 kW (250 PS), 04/1997–10/1998
- 2.4, mit 2435 cm³ Hubraum und 103 kW (140 PS), 07/1999–11/2000
- 2.4, mit 2435 cm³ Hubraum und 125 kW (170 PS), 04/1999–11/2000
- 2.5 T, mit 2435 cm³ Hubraum und 142 kW (193 PS), 11/1996–11/2000
- 2.5 10V, mit 2435 cm³ Hubraum und 106 kW (144 PS), 11/1996–04/1999
- 2.5, mit 2435 cm³ Hubraum und 121 kW (165 PS), 10/1998–11/2000
- 2.5 20V, mit 2435 cm³ Hubraum und 125 kW (170 PS), 11/1996–04/1999
- 2.5 Bi-Fuel, mit 2435 cm³ Hubraum und 103 kW (140 PS), 10/1998–11/2000
- 2.5 TDI, Turbodiesel mit 2461 cm³ Hubraum und 103 kW (140 PS), 11/1996–11/2000

*nicht auf dem deutschen Markt